# Mercado Rodríguez
El mercado Rodríguez es un importante centro de abasto en la ciudad de La Paz, Bolivia.

## Historia
Debe su nombre al mártir Pedro Rodríguez, quien participó en la revolución de julio de 1809 en La Paz, junto a Pedro Domingo Murillo y otros. Oficialmente, recibió este nombre por ordenanza municipal el 7 de junio de 1950, aunque el mercado como tal existía desde antes. Según otra ordenanza municipal, esta vez de 1937, el mercado recibía el nombre de "Mercado Seccional N.° 4", y era el fruto de la expropiación del Tambo del Carbón. Fue construido por el entonces alcalde Armando Escobar Uría. 
Actualmente el mercado es un conglomerado de comercios que exceden el edificio como tal, extendiéndose por varias cuadras. Se considera uno de los mercados populares más grandes de la ciudad, pues en él se comercializan frutas, verduras, pastas, tubérculos, lácteos, cereales, carnes, alimentos no perecederos, telas, productos de limpieza, flores y plantas, entre otros.

## Galería

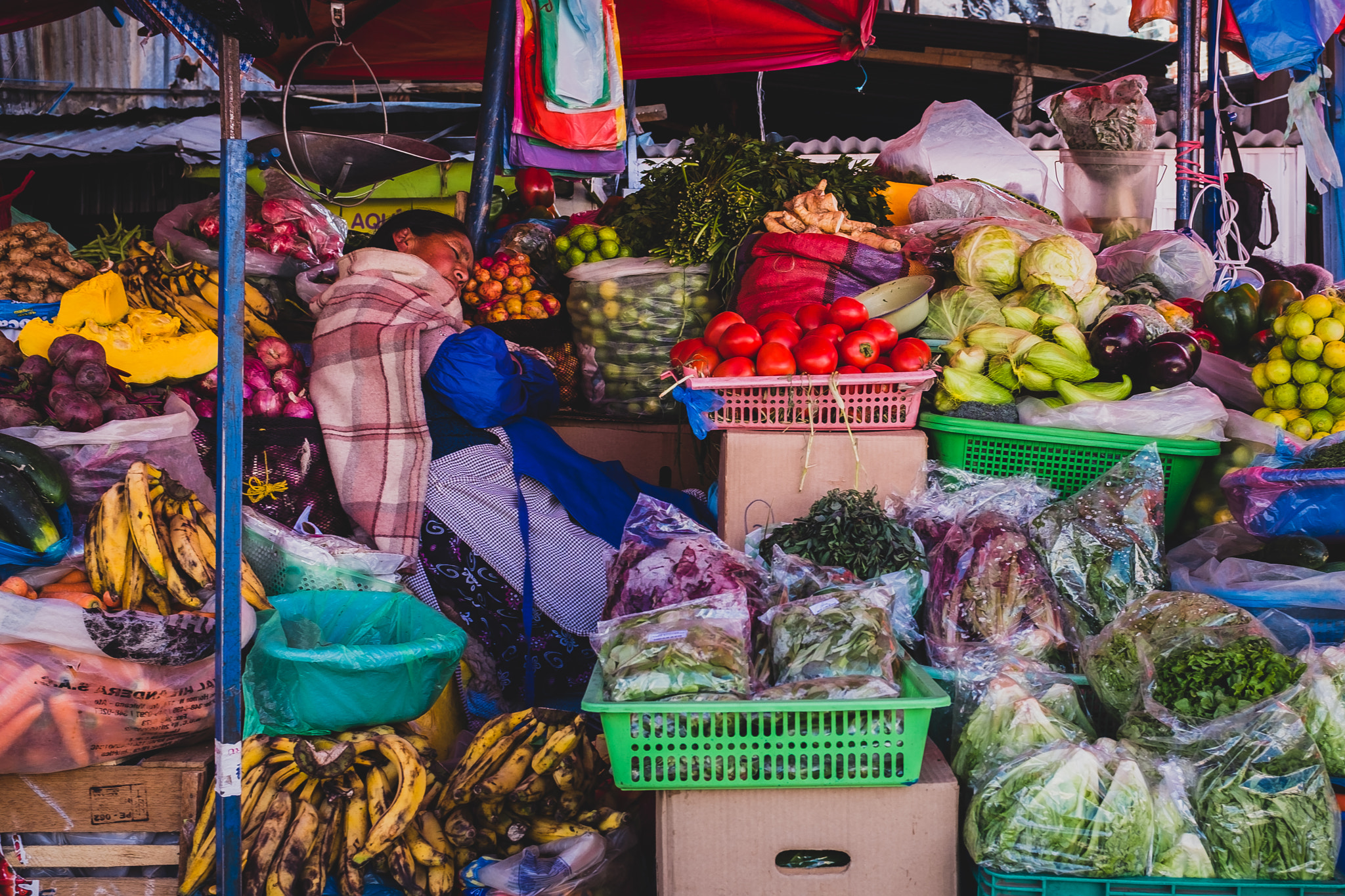
Venta de verduras y frutas
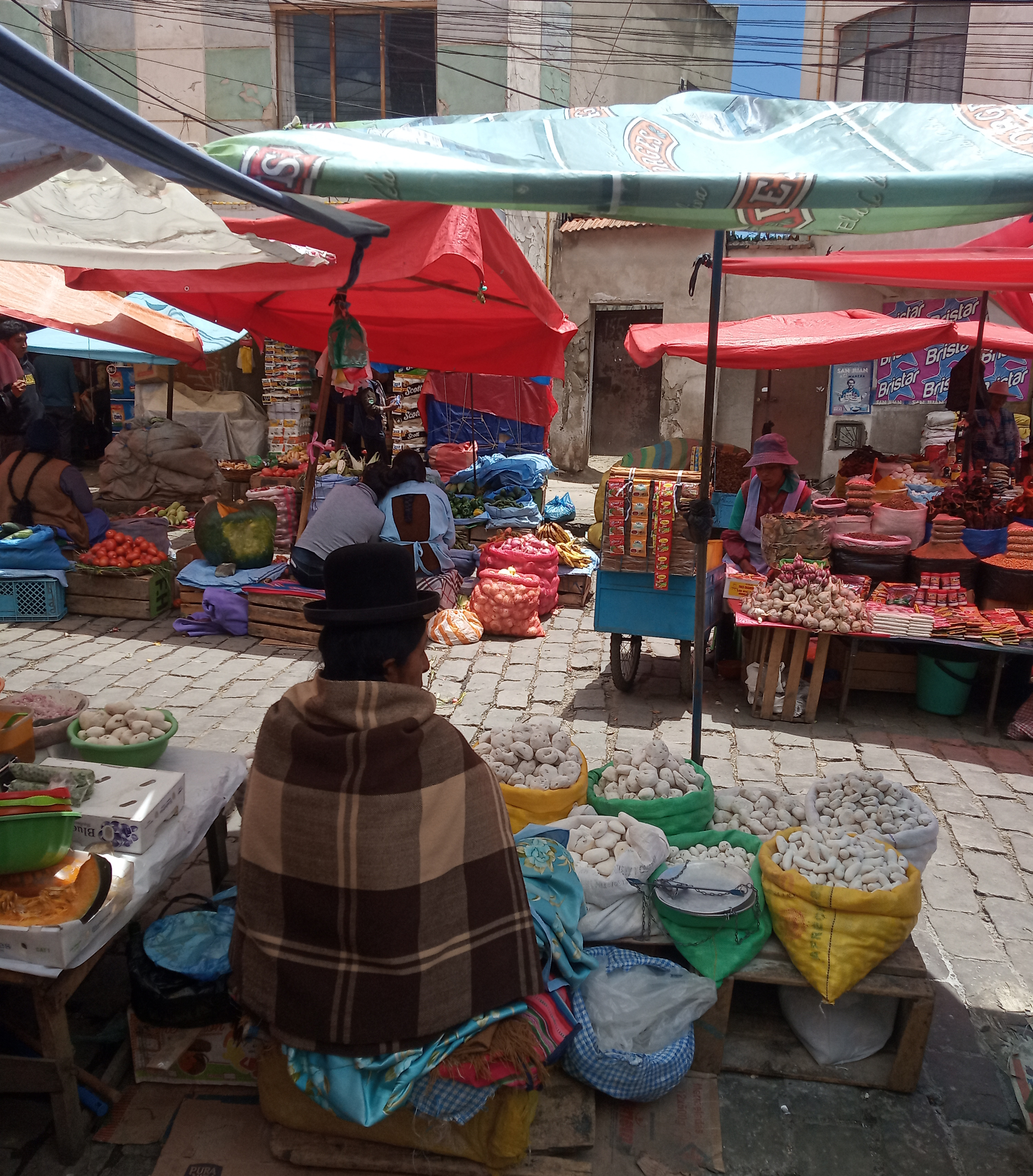
Venta de tunta
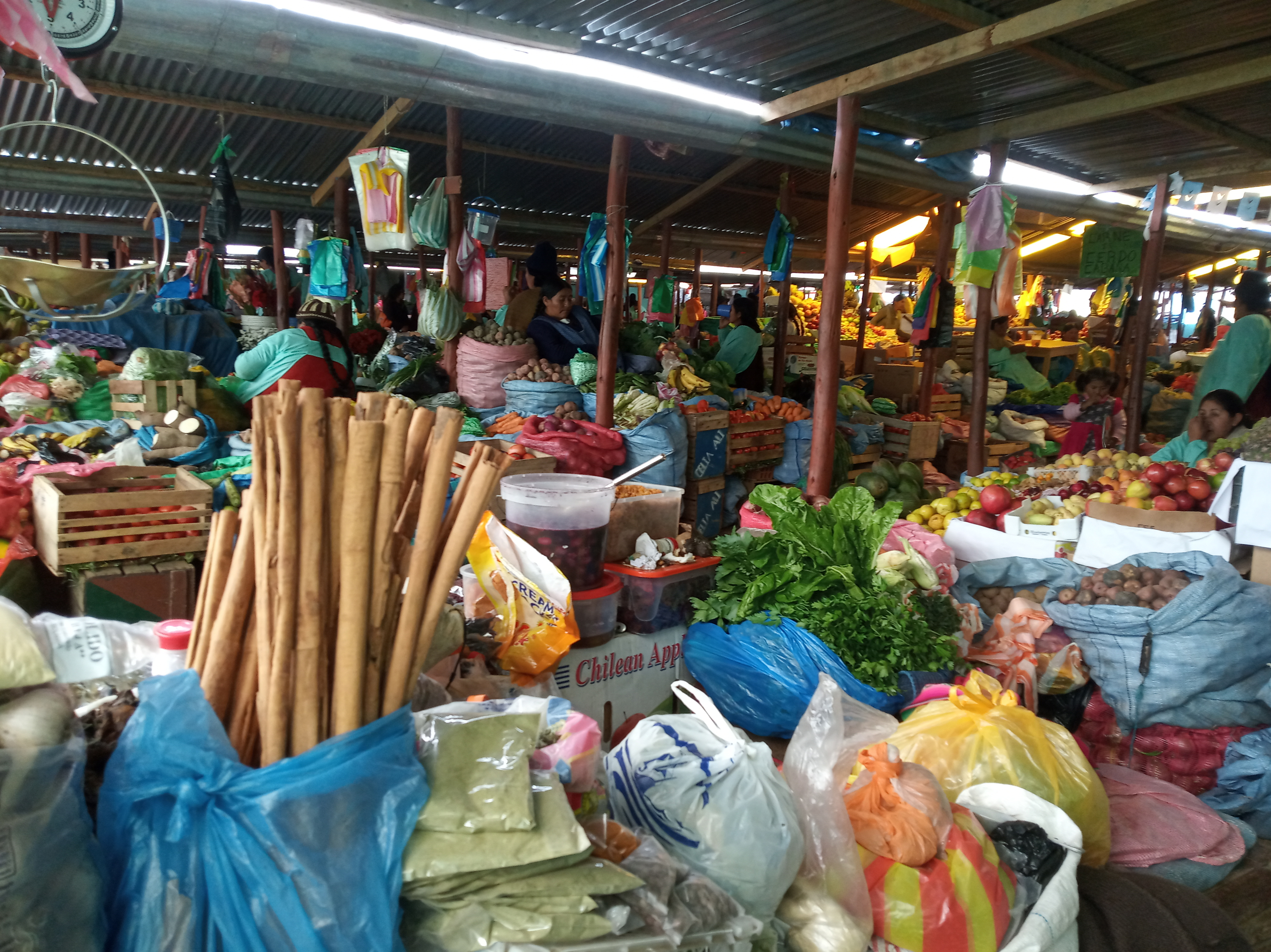
Venta de comestibles varios
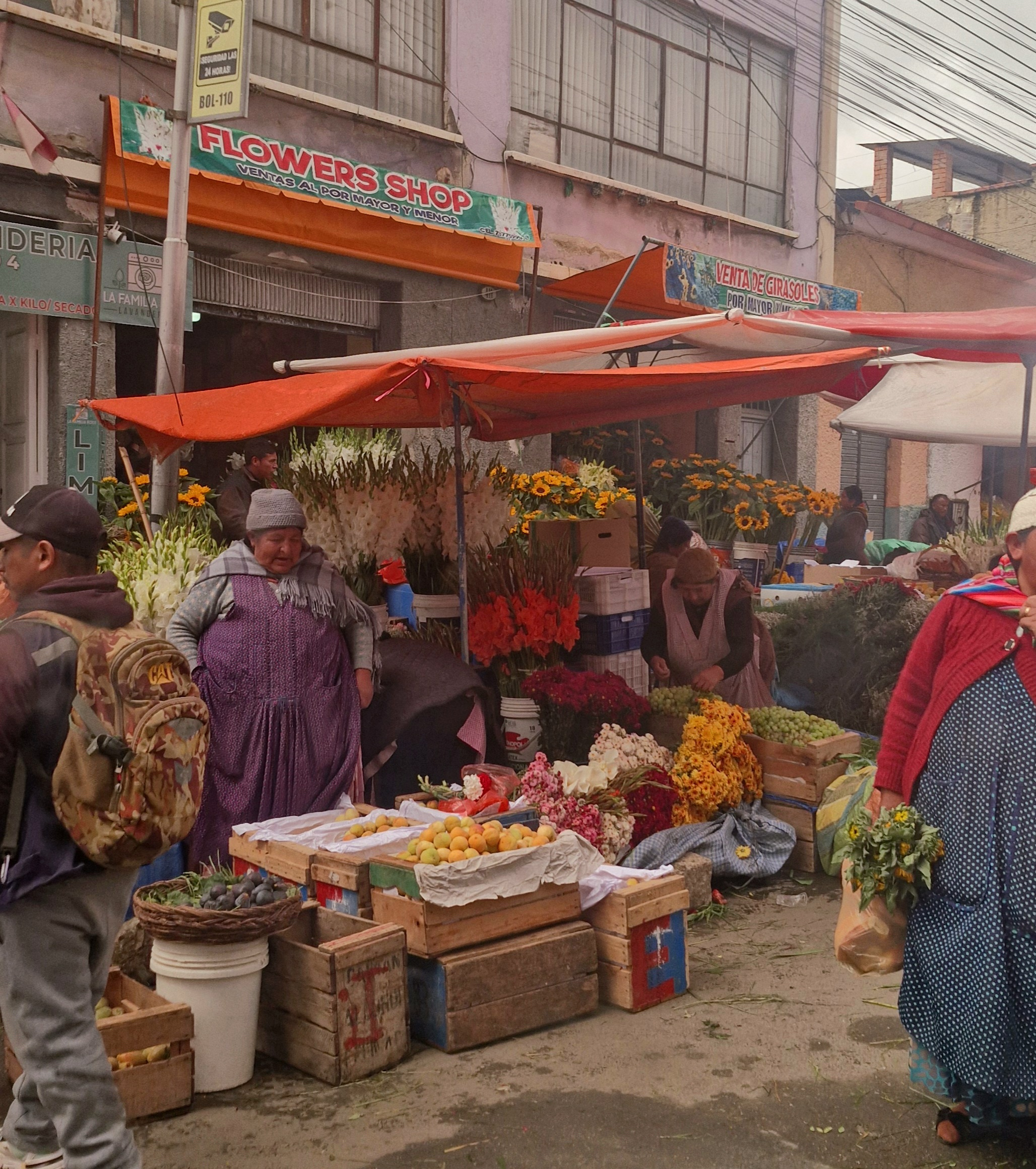
Venta de flores y frutas